# Zoarchias macrocephalus
Zoarchias macrocephalus är en fiskart som beskrevs av Arika Kimura och Sato 2007. Zoarchias macrocephalus ingår i släktet Zoarchias och familjen taggryggade fiskar. Inga underarter finns listade i Catalogue of Life.